# Перетес
Перетес — деревня в Тёмкинском районе Смоленской области России. Входит в состав Селенского сельского поселения. Население — 2 жителя (2007 год).
Расположена в восточной части области в 9 км к северо-западу от Тёмкина, в 29 км юго-восточнее автодороги М1 «Беларусь», на берегу реки Шетцы. В 2 км южнее деревни расположена железнодорожная станция Засецкая на линии Вязьма — Калуга.

## История
Крайняя дата упоминания в систематических списках 1811 год. В Списке населенных мест за 1859 год под номером 11448 — в деревне Перетес (Перетесы) было всего 22 двора с населением 203 человека (101 м.п. и 102 ж.п.) с положением при речке Шотце, являлась владельческим сельцом. В Списке населенных мест за 1904 год: дворов — 47, число жителей 276 (133 м.п. и 143 ж.п.), относилась к Сосницкой волости, имелась земская школа, мелочная лавка, 2 торговых амбара, кузня.
В годы Великой Отечественной войны деревня была оккупирована гитлеровскими войсками в октябре 1941 года, освобождена в марте 1943 года.